# Automolis melinos
Automolis melinos är en fjärilsart som beskrevs av Paul Mabille 1880. Automolis melinos ingår i släktet Automolis och familjen björnspinnare. Inga underarter finns listade i Catalogue of Life.